# Oriental Dragon
Oriental Dragon  — круизное судно в собственности китайской компании, купленное в феврале 2011 г. за 13 млн. долларов США и построенное в 1972 г. на верфи Wärtsilä в Хельсинки Финляндия по заказу Royal Caribbean Cruise Line.  Осуществляет круизы из китайских портов (Шанхай). Судами-близнецами являются Ocean Pearl и Ocean Star Pacific.

## История судна
- 1971 – 1998 г. – Sun Viking
- 1998 – 1998 г. – Superstar Sagittarius
- 1998 – 2001 г. – Hyundai Pongnae
- 2001 – 2003 г. – Pongnae
- 2003 –2007 г. – Omar III
- 2007 – 2011 г. – Long Jie